# Septembre 1917

## Événements
- Afrique du Sud[1] : fondation de l’Anglo-American Corporation par Ernest Oppenheimer (diamants).
- Élections en Suède. La coalition de gauche (libérale et socialiste) l’emporte. Le roi accepte la constitution d’un gouvernement dirigé par un libéral, Edén, comprenant plusieurs socialistes, dont Hjalmar Branting (début du régime parlementaire).
- Le Comité national polonais, installé à Paris après l’effondrement de l’Empire russe et présidé par Roman Dmowski et Ignacy Paderewski, partisans de la Triple-Entente, est reconnu par les gouvernements alliés.
- Russie : le Parti bolchevique prend le contrôle du Soviet de Petrograd (Trotsky, 21 septembre) et de Moscou.

- 2 septembre : l’amiral Alfred von Tirpitz fonde à Königsberg le parti allemand de la patrie.

- 3 septembre : la VIIIe armée allemande s'empare de Riga en Lettonie.

- 5 - 12 septembre : réunion à Stockholm de la conférence socialiste internationale qui s’achève par un appel à la grève générale internationale.

- 6 septembre, France : arrêté sur la création de la commission de surveillance des banques coloniales.

- 9 septembre, Russie : le général Kornilov, commandant en chef, tente un coup d’État. Il marche sur la capitale mais ses troupes l’abandonnent. Plusieurs généraux sont destitués et arrêtés à la suite de « l'affaire Kornilov ».

- 12 septembre, France : Paul Painlevé président du Conseil, sans participation socialiste : rupture de l'Union sacrée.
- 13 septembre, Portugal : 5e apparition - Notre Dame de Fatima

- 19 septembre :
  - France : les derniers mutins russes de La Courtine se rendent.
  - Russie : Kerensky succède à Lvov à la tête du gouvernement provisoire et prend des mesures répressives contre manifestants et bolcheviks : Trotsky est arrêté. Lénine s’enfuit en Finlande.

- 25 septembre : de Finlande, Lénine lance un appel à l’insurrection aux bolcheviks pour qu’ils s’emparent du pouvoir par la force.

- 28 septembre, France : décret confiant la surveillance des opérations d'assurance et de réassurance auxquelles se livrent les entreprises, à un service de la surveillance des opérations de réassurance et d'assurance directes et à un corps nouveau, celui des commissaires-contrôleurs de la réassurance, distinct des deux autres.

## Naissances
- 4 septembre : Dick York, acteur américain († 20 février 1992).
- 12 septembre : Pierre Sévigny, soldat et homme politique canadien provenant du Québec († 20 mars 2004).
- 14 septembre :
  - Uell Stanley Andersen, écrivain américain († 24 septembre 1986).
  - Rudolf Baumgartner, chef d'orchestre et violoniste suisse († 22 mars 2002).
  - Paul Caillaud, homme politique français († 15 août 2008).
  - Jackie Callura, boxeur canadien († 4 novembre 1993).
  - Heinrich Ehrler, aviateur allemand de la Seconde Guerre mondiale († 4 avril 1945).
  - Takashi Shirōzu, entomologiste japonais spécialiste des Lépidoptères († 2 avril 2004).
  - Ettore Sottsass, architecte et designer italien († 31 décembre 2007).
- 18 septembre : 
  - François de Labouchère, aviateur français de la Seconde Guerre mondiale, compagnon de la Libération († 5 septembre 1942).
  - June Foray, actrice de doublage américaine († 26 juillet 2017).
- 20 septembre : Władysław Rubin, cardinal polonais, préfet de la Congrégation pour les Églises orientales († 28 novembre 1990).
- 23 septembre : El Santo (Rodolfo Guzmán Huerta dit), lutteur mexicain de lucha libre et acteur de cinéma († 5 février 1984).
- 26 septembre : Réal Caouette, homme politique et chef du crédit social. († 16 décembre 1976)

## Décès
- 9 septembre : Madge Syers, patineuse artistique britannique (° 1881).
- 11 septembre : Georges Guynemer, aviateur français (° 24 décembre 1894)
- 27 septembre : Edgar Degas, peintre français (° 19 juillet 1834).